# Davilla lanosa
Davilla lanosa är en tvåhjärtbladig växtart som beskrevs av Claudio Nicoletti de Fraga och Stehmann. Davilla lanosa ingår i släktet Davilla, och familjen Dilleniaceae. Inga underarter finns listade i Catalogue of Life.